# Штатив (струбцина)
Штатив-струбцина, струбцинка — устройство для крепления фотоаппарата или видеокамеры к предметам различной толщины, зажимающее предмет между губками струбцины или между губкой и винтом.
Конструкция струбцины может включать в себя также «шуруп» для вкручивания в мягкую древесину.
Обычно оснащается простейшей штативной головкой и за счёт легкости и компактности пригодна для постоянного ношения в сумке с аппаратурой. Как правило, пригодна только для лёгких камер не тяжелее 1 килограмма.
Используется фотографами при жёстких весовых и габаритных ограничениях на носимую аппаратуру, а также в условиях, когда съёмочная камера должна быть жёстко закреплена относительно окружающей обстановки (например, на автомобиле, мотоцикле или велосипеде). В некоторых случаях допускается использование струбцин для крепления лёгких камер в труднодоступных точках при съёмке с дистанционным спуском. В профессиональной спортивной съёмке по соображениям безопасности для крепления фотоаппаратуры (особенно на верхних точках) используется устройство типа «Magic Arm» и дополнительная страховка металлическими тросиками.